# Filipijns curlingteam (gemengddubbel)
Het Filipijns curlingteam vertegenwoordigt de Filipijnen in internationale curlingwedstrijden.

## Geschiedenis
De Filipijnen maakten hun debuut in het gemengddubbel in 2024 tijdens het kwalificatietoernooi voor het wereldkampioenschap curling gemengddubbel. Het land wist zich niet te plaatsen voor het eindtoernooi.
In 2025 eindigde het land als vierde op de Aziatische Winterspelen in Harbin, China.
Australië · België · Brazilië · Bulgarije · Canada · China · Chinees Taipei · Denemarken · Duitsland · Engeland · Estland · Filipijnen · Finland · Frankrijk · Griekenland · Groot-Brittannië · Guyana · Hongarije · Hongkong · Ierland · India · Israël · Italië · Jamaica · Japan · Kazachstan · Kirgizië · Koeweit · Kosovo · Kroatië · Letland · Litouwen · Luxemburg · Mexico · Mongolië · Nederland · Nieuw-Zeeland · Nigeria · Noorwegen · Oekraïne · Oostenrijk · Polen · Portugal · Puerto Rico · Qatar · Roemenië · Rusland · Saoedi-Arabië · Schotland · Servië · Slovenië · Slowakije · Spanje · Thailand · Tsjechië · Turkije · Verenigde Staten · Wales · Wit-Rusland · Zuid-Korea · Zweden · Zwitserland